# Bifazial (Blatt)

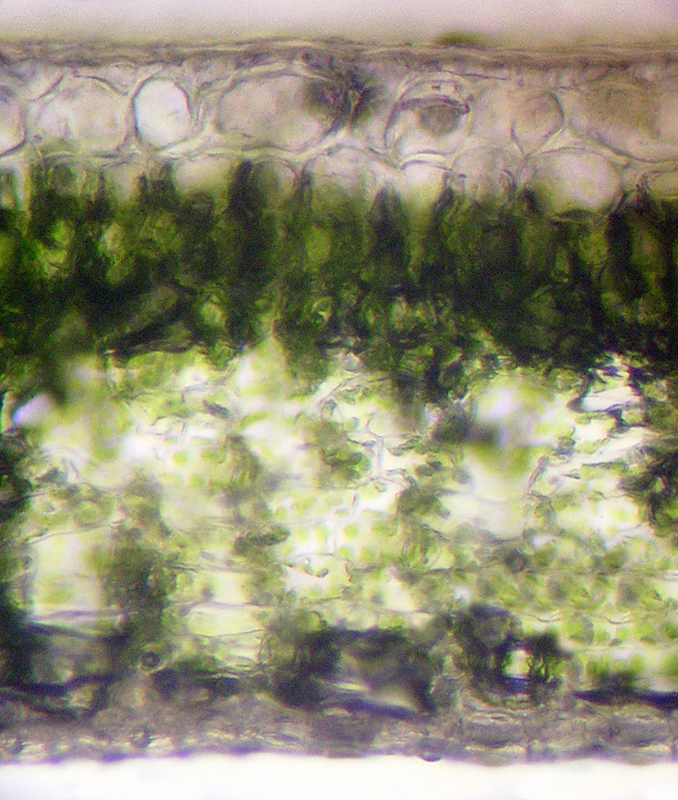
Querschnitt eines bifazialen Blattes unter dem Mikroskop

Bifazial bezeichnet in der Botanik eine bestimmte Blattkategorie einer Pflanze. Diese kann nach seiner Herkunft und der Anordnung des Gewebes benannt werden. Man spricht von einem bifazialen Blatt, wenn es eine Ober- und Unterseite hat, aus beiden Seiten der Blattanlagen hervorgeht und das Gewebe in einer bestimmten Struktur angeordnet ist.

## Begriff
Der Begriff Bifazial leitet sich aus dem Lateinischen von Bi (zwei-, zwie-) und Facies (äußere Erscheinung, das Äußere, Aussehen) ab.

## Herkunft und Anordnung der Gewebe
Die Ober- und Unterseite eines bifazialen Blattes geht aus der entsprechenden Seite der Blattanlagen hervor.
Dorsiventral

Querschnitt durch ein Laubblatt mit Palisadenparenychm und Schwammparenychm

Die Struktur des Blattgewebes kann dorsiventral sein, dabei gibt es oftmals
Unterschiede des Aussehens und der Anatomie der Blattober- und Unterseite.
Zumeist kommt
- Blattoberseite (adaxial) bzw. dem Spross zugewandtes Palisadenparenychm vor.
- Blattunterseite(abaxial) bzw. von dem Spross abgewandtes Schwammparenchym vor.

Äquifazial
Eine weitere Form der Blattgewebestruktur des bifazialen Blattes ist die Äquifaziale.
Meistens ist
- das Palisadenparenchym auf der Blattunterseite und Blattoberseite angeordnet.
- Dazwischen befindet sich ein Speicherparenchym (Grundgewebe das zur Speicherung von Reservestoffen dient), weshalb sich das Aussehen der Ober- und Unterseite gleicht.